# Antoni Font-Mir
Antoni Font-Mir   (Vic, 1981) és un dels principals impulsors del teatre musical a Osona. Ha treballat en la majoria de registres on es desenvolupen les arts escèniques: interpretació, cant, direcció escènica, il·luminació i ha adaptat moltes lletres de cançons al català. Des de fa anys també té una continuada implicació en l'àmbit pedagògic com a professor de cant i teatre.
Al territori català cal destacar el projecte Fem un musical, programa televisiu guanyador a la 32a edició dels Premis de Televisió Local de Catalunya en la categoria de millor programa de televisió local de 2012 amb una adaptació per a adolescende te l'obra de Joseph i l'increïble abric en technicolor, de Tim Rice i Andrew Lloyd Webber. El 2014 va fer el paper d'un canonge gironí al musical Josafat, inspirat en la novel·la del mateix nom de Prudenci Bertrana del 1906. El 2018 ha dirigit Cantem junts, viatge al cor dels musicals, la cantata amb més intèrprets a l'escenari (812) dedicada al teatre musical a Catalunya. Va dirigir, juntament amb Pep Paré, l'òpera rock Verdaguer, ombres i maduixes, que es va interpretar al Teatre Romea de Barcelona. És director de la web de divulgació teatremusical.cat.
Recentment ha dimitit del seu càrrec de Secretari de Cultura de l'Associació d'Actors i Directors.